# Uddevalla kyrka
Uddevalla kyrka, även Sankt Anna kyrka, är en kyrkobyggnad i Uddevalla församling i Göteborgs stift. Den ligger öster om Kungstorget i Uddevalla kommuns centralort. 

## Historia
En korskyrka i sten stod färdig 1656 och ersatte en träkyrka på samma plats. Sitt nuvarande utseende har kyrkan fått efter den stora stadsbranden i Uddevalla 1806. Den nya kyrkan fick 1810-1814 byggas på murarna av den nedbrunna. 
Man uppförde en korskyrka i nyklassicistisk stil med en tempelgavel i väster, halvrund koravslutning och ett lågt, skifferbelagt sadeltak efter ritningar av Gustaf af Sillén. Åren 1937-1938 restaurerades kyrkan grundligt och rymmer idag omkring 600 personer.

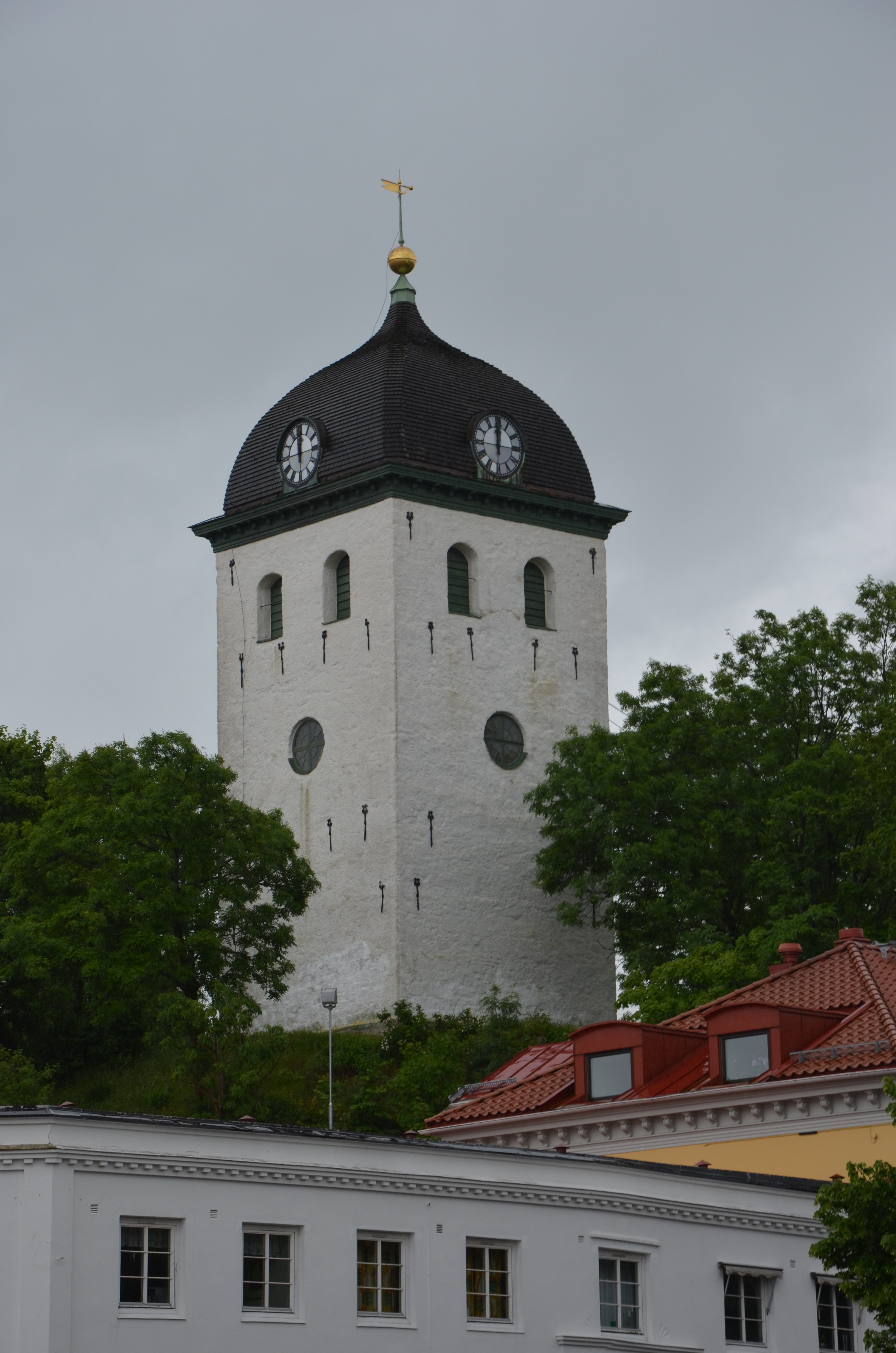
Klocktornet

## Klocktorn
Det fristående klocktornet, kampanilen, på Klocktornsberget byggdes 1751 och ersatte ett äldre klocktorn från första hälften av 1700-talet som brann ner 1738. År 1806 utsattes det svårt av branden, men kunde återbyggas med bibehållna murar.

## Inventarier
- Altartavlan är målad av Fredric Westin och föreställer Jesus välsignar barnen. Samtiden anmärkte på några små inkonsekvenser, men totalintrycket ansågs vara gott och värdigt stadens kyrka. Änkefru Margaretha Ingman bidrog med 2500 riksdaler så att altartavlan kunde inköpas 1842. En äldre altartavla, som tidigare hängde i Uddevalla kyrka, såldes 1785 till Färgelanda gamla kyrka, men återfinns numer på Fornsalen i Ödeborg.
- Dopfunten i ek är från senare hälften av 1800-talet.

### Orgel
- 1673 byggde Johan Stenbock, Köpenhamn en orgel till kyrkan. Orgeln kostade 500 daler silvermynt. Den flyttades 1721 till Fiskebäckskils kyrka.
- 1721 byggde Johan Niclas Cahman, Stockholm en orgel med 24 stämmor. Orgeln kostade 6000 daler silvermynt.[1]

| Huvudverk I    | Öververk II    | Pedal         |
| Kvintadena 16' | Kvintadena 8'  | Untersats 16' |
| Principal 8'   | Gedackt 8'     | Principal 8'  |
| Flachflöjt 8'  | Principal 4'   | Oktava 4'     |
| Oktava 4'      | Superoktava 2' | Mixtur 4      |
| Rörflöjt 4'    | Kvinta 2'      | Rauskvint 2   |
| Decima 4'      | Mixtur 3'      | Basun 16'     |
| Kvinta 3'      | Tremulant      | Trumpet 8'    |
| Superoktava 2' |                | Trumpet 4'    |
| Mixtur 4       |                |               |
| Trumpet 8'     |                |               |

- 1819 flyttades en orgel hit från Tanums kyrka. Den var byggd 1792 av Johan Ewerhardt den äldre, Skara och hade 10 stämmor. Orgeln flyttades 1869 till Herrestads kyrka.
- 1869 byggde E A Setterquist, Örebro en orgel med 20 stämmor. Den blev besiktigad i juli 1869 av musikdirektör Carl Israel Sandström, Göteborg, och kyrkoherde Carl Ludvig Lindberg, Toresund.[2]
- 1909 byggde Eskil Lundén, Göteborg en orgel. Orgeln tillbyggdes 1924 av Gebrüder Jehmlich, Dresden och fick då 42 stämmor.
- Den nuvarande orgeln byggdes 1958 av Lindegrens Orgelbyggeri AB, Göteborg. Orgeln är elektrisk. Den har fria och fasta kombinationer, automatisk pedalväxling och registersvällare. Orgeln består till stora delar av orgeln från 1909. Fasaden är från 1869 års orgel.

Fjärrverket är ursprungligen byggt 1924 av Jehmlich Orgelbau Dresden. Den restaurerades av Tostareds Kyrkorgelfabrik och togs därefter åter i bruk julhelgen 2003. Instrumentet har 5 stämmor och saknar fasad.
- 2009 byggde Ryde & Berg Orgelbyggeri AS en kororgel med följande disposition:

| Manual I       | Manual II         | Pedal      | Koppel        |
| -------------- | ----------------- | ---------- | ------------- |
| Borduna 16'    | Gedackt 8'        | Subbas 16' | II/I          |
| Principal 8'   | Flöjtprincipal 4' | Gedackt 8' | II/P          |
| Rörflöjt 8'    | Tremulant         |            | I/P           |
| Octava 4'      | Crescendosvällare |            | II 4'/P       |
| Kvinta 3' B/D  |                   |            |               |
| Octava 2' B/D  |                   |            |               |
| Mixtur 3 chor  |                   |            |               |
| Trumpet 8' B/D |                   |            | Cymbelstjärna |

## Bildgalleri

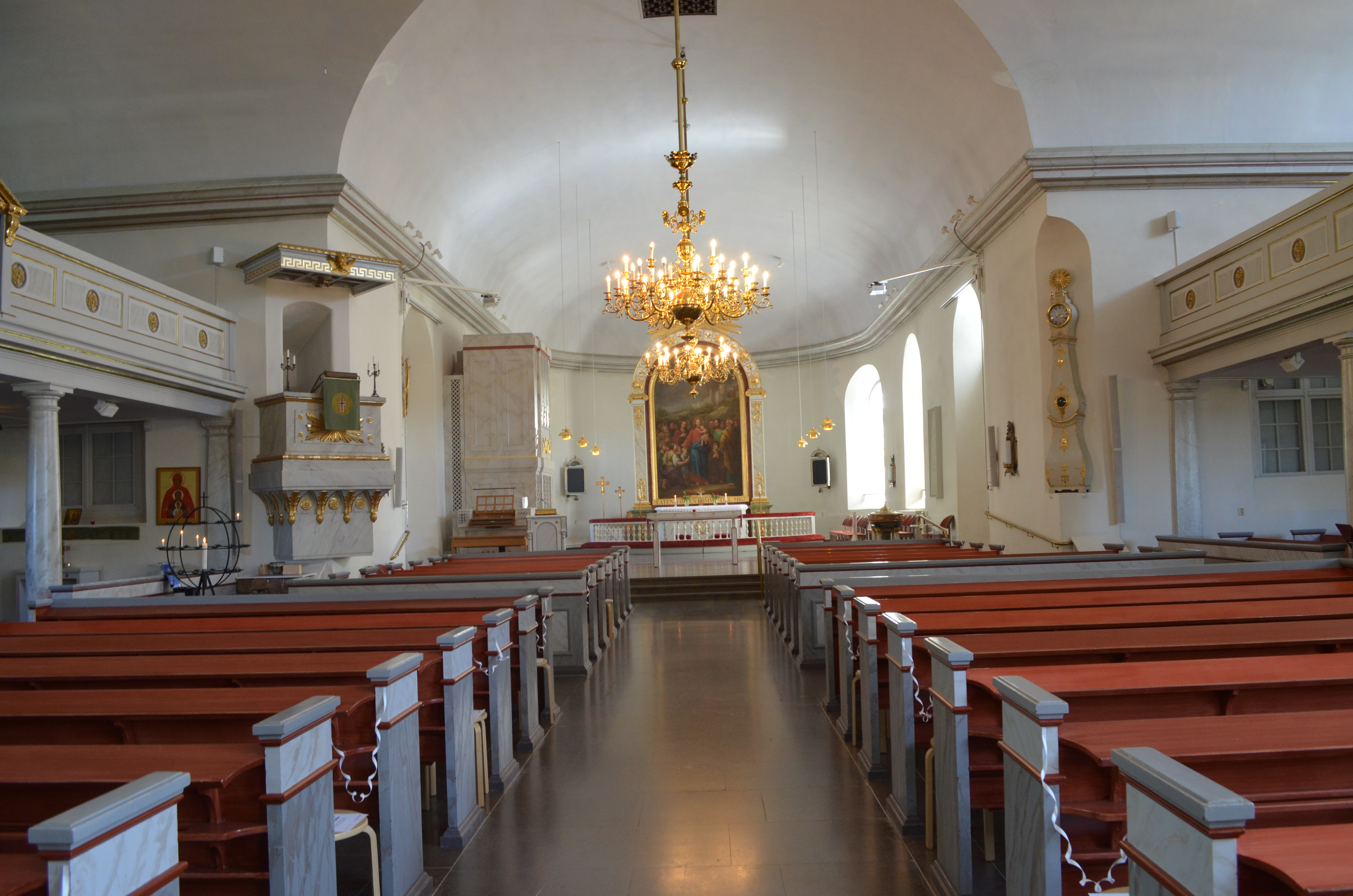
Uddevalla kyrkas kyrkosal
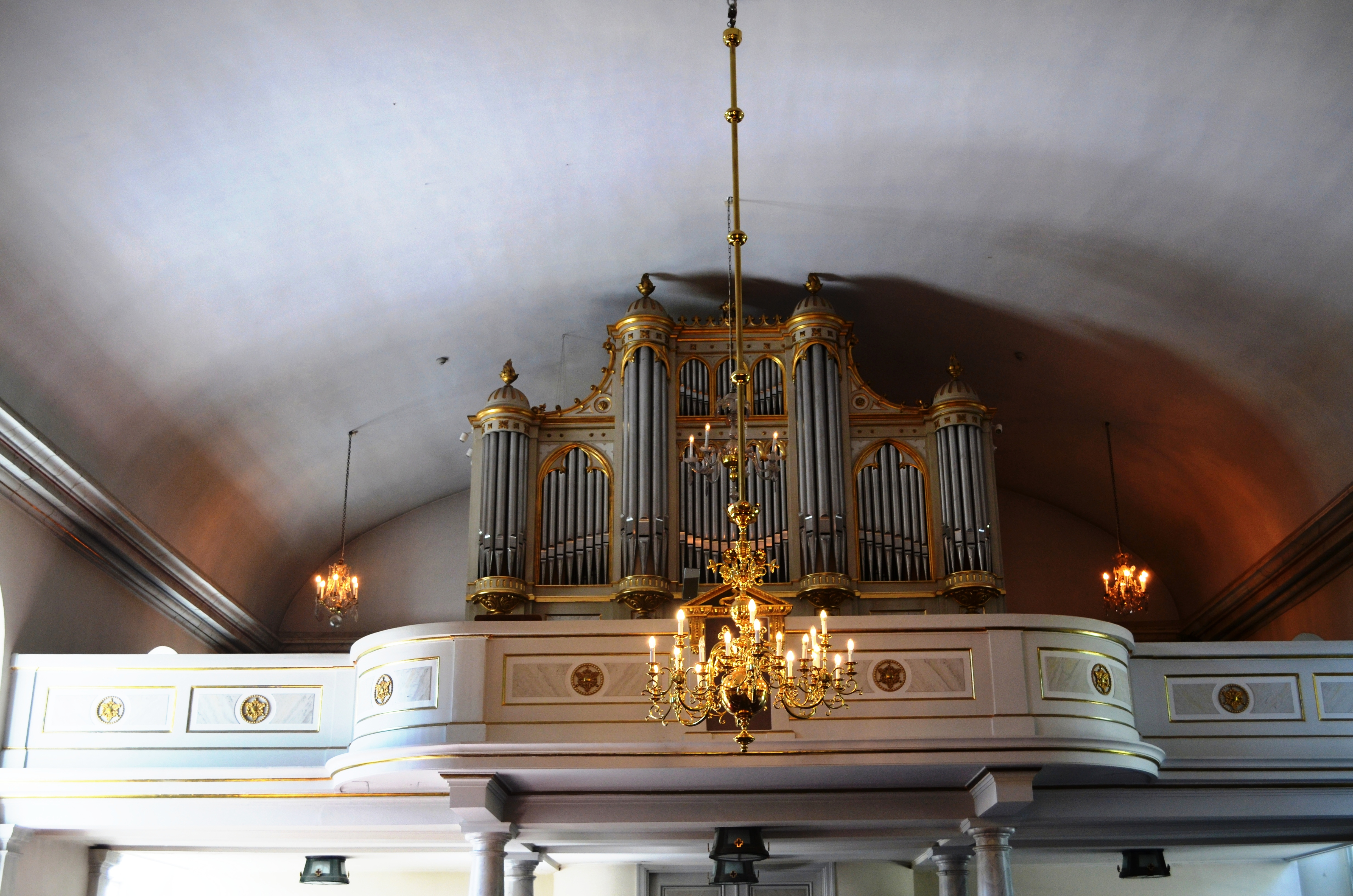
Uddevalla kyrkas kyrkorgel
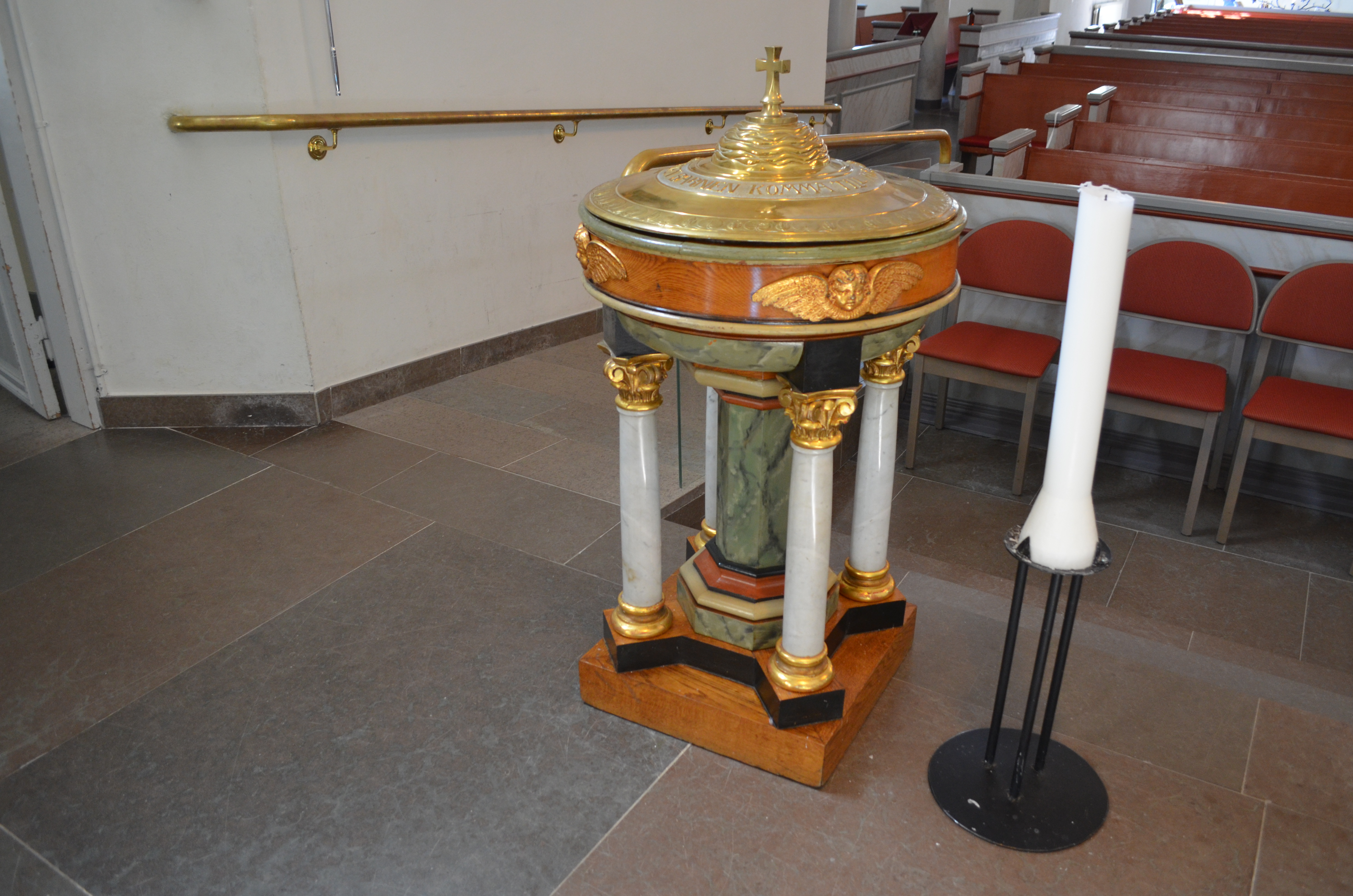
Uddevalla kyrkas dopfunt
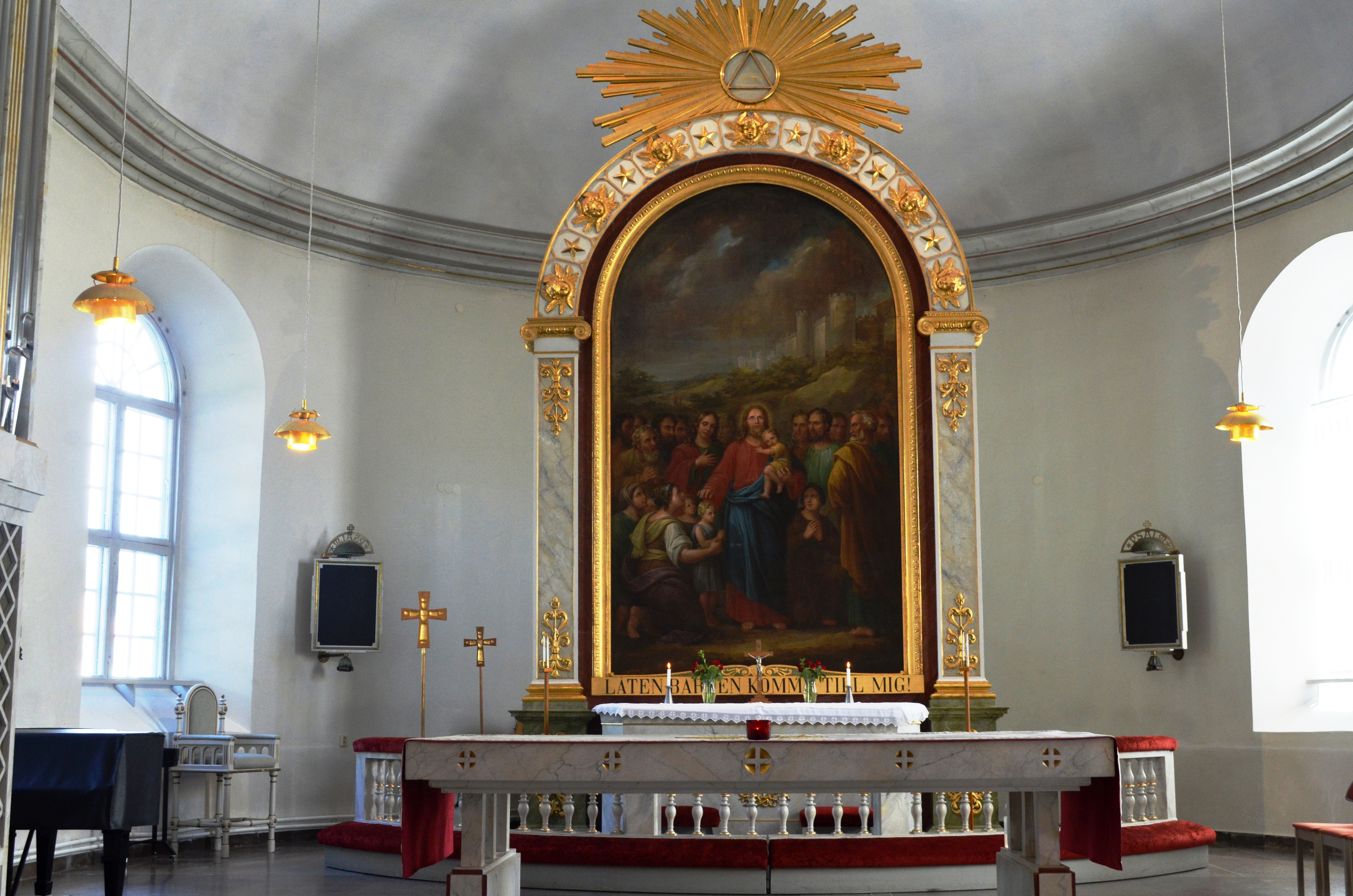
Uddevalla kyrkas altare
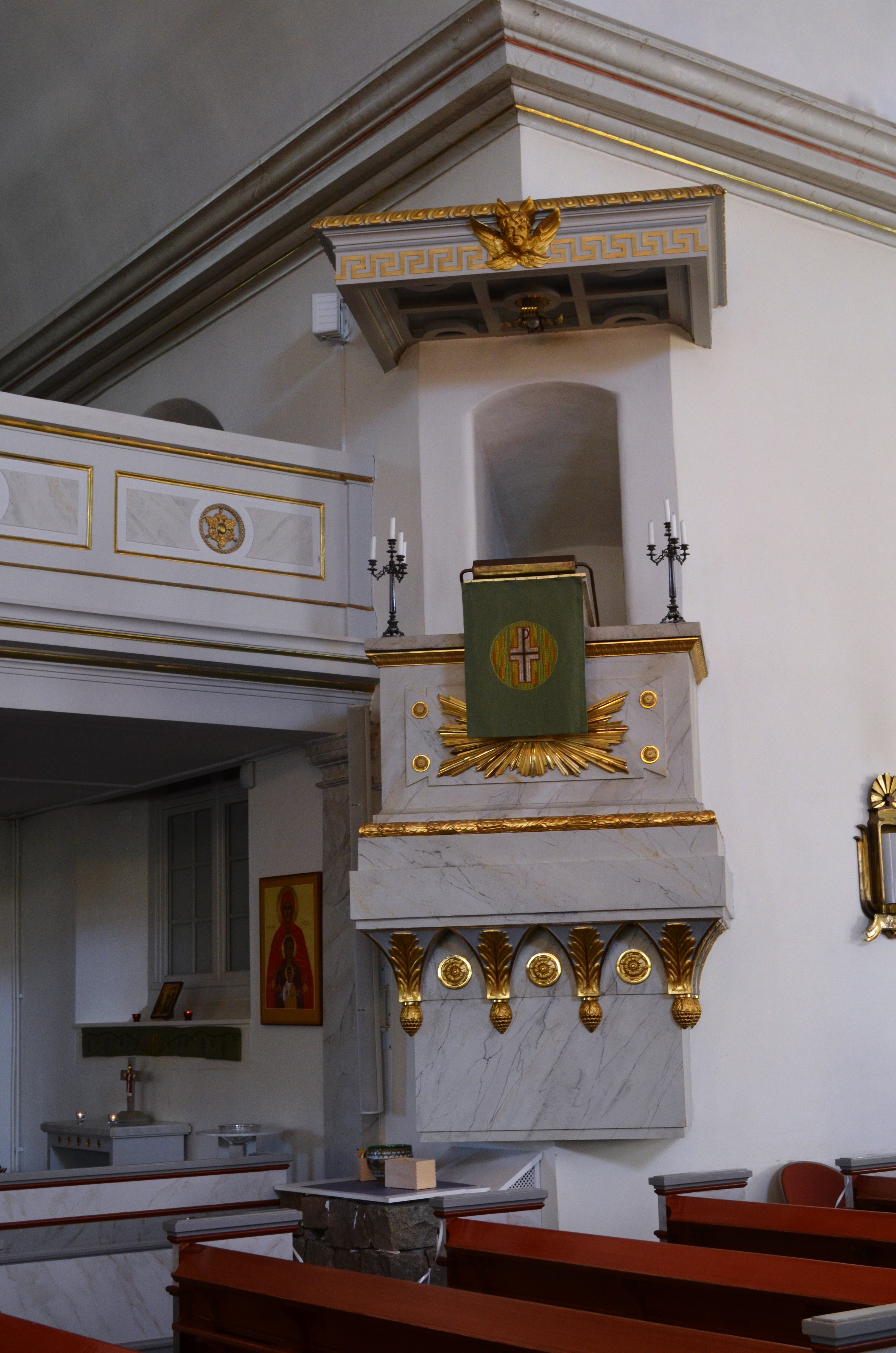
Uddevalla kyrkas predikstol